# Poslanica Diognetu
Poslanica Diognetu, nepoznatog autora, veliko apologetsko djelo, učeno i utjecajno u tom vremenu, oko 190.g.

## Nauk
Poslanica Diognetu ide u red apologija i može se reći da ima bitne značajke apologija i to s naglašenom misijskom notom. Na svaki način svjedoči bar o jednom mogućem navještajskom pristupu prema poganima, posebno onima s većim intelektualnim zahtjevima. Zanimljivo je da poslanica ne smatra potrebnim da u okviru davanja najprvih informacija o kršćanstvu govori izričito o Isusu, o njegovoj povijesti, pa čak ni o njegovu uskrsnuću, već je naglasak stavljen na pravi pojam o Bogu, na način kako se dolazi do prave spoznaje Boga.

### Kristologija
Pisac govori o Kristu kao Božjem Sinu ali ne zadire u problem njegova odnosa prema Bogu Ocu i nikako ne osjeća da bi time mogao biti problematiziran monoteizam, koji inače zastupa. Ideja Logosa iskorištena je prvenstveno u funkciji objave Boga ljudima, tvrdi se i stvaranje svega po Logosu, ali se teologija o Logosu ni izdaleka ne razvija u onolikoj mjeri kao kod drugih apologeta.

### Eshatologija
Govori o odnosima duše i tijela u čovjeku želeći pomoću toga shvaćanja teoretski objasniti da kršćani za svijet znače životni princip kao što je duša za tijelo.
“Jednom riječju: što je u tijelu duša, to su svijetu kršćani. Besmrtna duša stanuje u smrtnome šatoru ; i kršćani su kao naseljenici u ovom što je raspadljivo, očekujući neraspadljivost na nebesima.”

## Zaključak
Autor završava poslanicu pozivom Diognetu neka prihvati kršćansku vjeru pa će se i sam uvjeriti u njezinu istinitost. Istinska spoznaja neka ti bude u srcu, a život tvoj prava riječ koju si primio. Njome ćeš se približiti stablu, ubirati plod i živjeti u obilju koje je željeno u Bogu, gdje zmija dodira nema i prijevara ne pobjeđuje.